# Tuz
Tuz (tur. Tuz Gölü, czyli jezioro solne) – słone jezioro w środkowej Turcji; wydobycie soli kamiennej. Położone w Anatolii jest drugim pod względem wielkości jeziorem Turcji.
Dane:
- Powierzchnia: 1600-2500 km² (zmienna)
- Głębokość maksymalna: 5 m
- Wysokość: 925 m n.p.m.
- Zasolenie: o 33% zasoleniu. Morze Martwe ma średnio 28%.